# San Antonio La Paz
San Antonio La Paz – miasto w środkowej części Gwatemali w departamencie El Progreso, leżące w odległości 42 km na południowy zachód od stolicy departamentu i około 60 km na północny wschód od stolicy kraju Gwatemali, w górach Sierra de las Minas. Według danych szacunkowych w 2012 roku liczba ludności miasta wyniosła 14 085 mieszkańców
Jest siedzibą władz gminy o tej samej nazwie, która w 2012 roku liczyła 17 764 mieszkańców. Gmina jest mała, a jej powierzchnia obejmuje 209 km².